# Homarylamine
Homarylamine (INN; còn được gọi là 3,4-methylenedioxy- N -methylphenethylamine hoặc MDMPEA) là một phenethylamine thay thế. Nó là chất tương tự N - methyl hóa của MDPEA.
Homoarylamine được biết là đã được cấp bằng sáng chế để sử dụng như một chất chống ho.

## Các dẫn xuất
1. Chu kỳ của Homoarylamine với formaldehyd cho Hydrastinine.
2. Hydrastine